# Вийдіть і доберіться
«Вийдіть і доберіться» (англ. Get Out and Get Under) — американська короткометражна кінокомедія режисера Хела Роача 1920 року.

## Сюжет
Гарольд купив в кредит автомобіль. Але у машини, схоже, свій характер.

## У ролях
- Гарольд Ллойд — хлопець
- Мілдред Девіс — дівчина
- Фред МакФерсон — конкурент
- Рой Брукс
- Вільям Гіллеспі
- Воллес Гоу
- Гейлорд Ллойд
- Ернест Моррісон
- Чарльз Стівенсон
- Френк Террі